# Isasumi-jinja

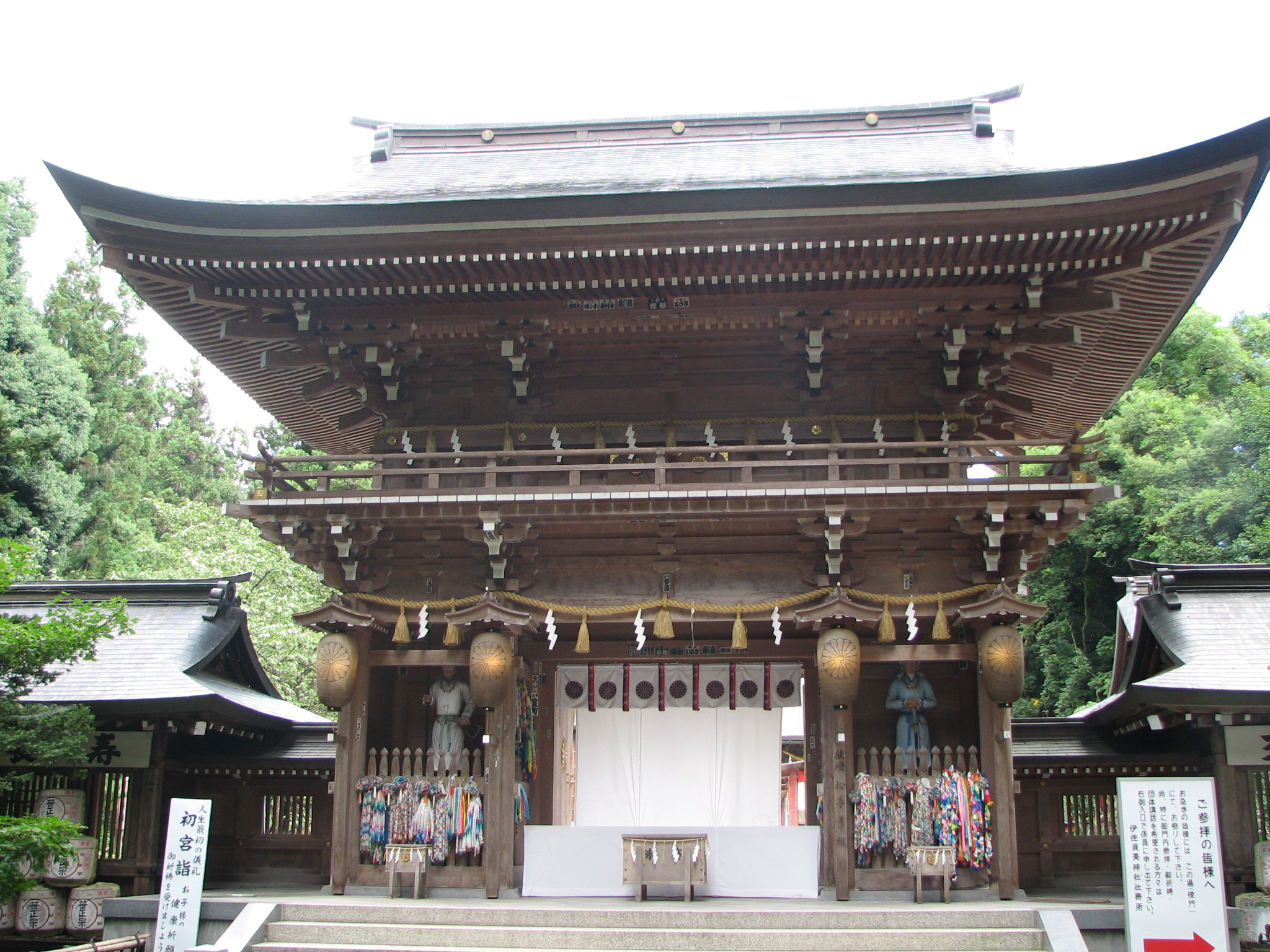
Rōmon du Isasumi-jinja.

L'Isasumi-jinja (伊佐須美神社) est un sanctuaire shinto situé dans la ville d'Aizumisato, préfecture de Fukushima au Japon.
Le sanctuaire Isasumi est désigné principal sanctuaire shinto (ichi-no-miya) de l'ancienne province d'Iwashiro.
De 1871 jusqu'en 1946 Isasumi est officiellement désigné Kokuhei Chūsha (国幣中社), ce qui signifie qu'il se tient au milieu du classement des sanctuaires importants au niveau national.